# Cantone di Shushufindi
Il cantone di Shushufindi è un cantone dell'Ecuador che si trova nella provincia di Sucumbíos.
Il capoluogo del cantone è Shushufindi.